# Chapelle Notre-Dame-des-Monts de Breil-sur-Roya
La chapelle Notre-Dame-des-Monts est une chapelle située sur la route de La Madone du Mont, à Breil-sur-Roya, dans le département français des Alpes-Maritimes.

## Historique
La chapelle aurait été l'ancienne église paroissiale du village dans le site appelé aujourd'hui « quartier du Bourg ». Le village est cité pour la première fois sous le nom de « Brehl » dans un acte de 1157. Le comte de Vintimille Gui Ier Guerra remet alors le château de Breil à la commune de Gênes et reconnaît sa suzeraineté. En 1184, le fils du comte de Vintimille, le futur Guillaume Ier, s'étant réfugié à Breil, la commune de Vintimille l'a assiégé, l'a fait prisonnier puis a brûlé le château. Le village s'est déplacé vers la rive gauche de la Roya, à son emplacement actuel.
Des parties de la chapelle possèdent des éléments du premier art roman : l'absidiole sud, l'abside et le mur latéral sud. Le chevet présente des analogies avec l'église de la Madone del Poggio de Saorge. Cette analogie permet de dater ces parties de la seconde partie du XIe siècle.
La chapelle est modifiée au XIIIe siècle : absidiole nord, mur latéral nord, piliers et arcs intérieurs. Ensuite les ouvertures sont agrandies et un porche est construit.
En 1571, le peintre Augustin Reibaudi, de Triora, a exécuté des peintures murales dont il n'a subsisté que des vestiges.
La chapelle est surélevée à la fin du XVIe siècle, probablement achevée en 1589, date qui se trouvait sur une inscription disparue aujourd'hui. Au XVIIe siècle les voûtes sont surbaissées et avant 1643 le clocher est construit.
La chapelle est endommagée pendant la Révolution, en 1793. Elle est restaurée entre 1819 et 1841, avec la réfection des couvertures, le rétablissement des autels et du mobilier et la pose d'une nouvelle cloche. Le portail principal qui datait probablement du XIIIe siècle a été refait en 1868.
Des bénévoles nettoient la chapelle entre 1964 et 1970, puis les Monuments historiques la restaurent.
Cette chapelle a été classée au titre des monuments historiques le 28 décembre 1978.